# Ameixoeira (métro de Lisbonne)
Ameixoeira est une station du métro de Lisbonne sur la ligne jaune.